# Mogami
Mogami (最上町?) è una cittadina giapponese della prefettura di Yamagata.